# Pinelema xiushuiensis
Espèce
Pinelema xiushuiensis est une espèce d'araignées aranéomorphes de la famille des Telemidae.

## Distribution
Cette espèce est endémique du Guangxi en Chine,. Elle se rencontre dans la grotte Xiushui dans le xian de Pingguo à Baise.

## Description
Le mâle holotype mesure 1,50 mm et la femelle paratype 1,62 mm.

## Étymologie
Son nom d'espèce, composé de xiushui et du suffixe latin -ensis, « qui vit dans, qui habite », lui a été donné en référence au lieu de sa découverte, la grotte Xiushui.

## Publication originale
- Wang & Li, 2016 : Four new species of the spider genus Pinelema (Araneae, Telemidae) from caves in south China. Ecologica Montenegrina, vol. 7, p. 546-566 (texte intégral).